# Petite rivière Croche
Petite rivière Croche är ett vattendrag i Kanada.   Det ligger i provinsen Québec, i den sydöstra delen av landet, 400 km nordost om huvudstaden Ottawa.
I omgivningarna runt Petite rivière Croche växer i huvudsak blandskog. Trakten runt Petite rivière Croche är nära nog obefolkad, med mindre än två invånare per kvadratkilometer.